# Converses privades
Converses privades (suec: Enskilda samtal, títols internacionals en anglès: Private Confessions i Private Conversations) és una pel·lícula dramàtica sueca de 1996 dirigida per Liv Ullmann i escrita per Ingmar Bergman. Es va presentar a la secció Un Certain Regard del Festival de Cannes de 1997. La pel·lícula ve de la versió televisiva i pot considerar-se la continuació de Les millors intencions. Amb el mateix títol (i sobre el mateix argument) Bergman també va publicat un llibre. Aquesta pel·lícula ha estat doblada al català.

## Argument
La pel·lícula està dividida en cinc parts. Narra els esdeveniments d'un decenni (a partir del 1924) dels pares de Bergman (la mare Karin en la pel·lícula es diu Anna, el pare Erik, Henrik).
La protagonista és Anna que, amb 36 anys, traeix el marit amb Tomas, un jove estudiant de teologia. Explica al pastor Jacob aquesta seva relació i la fredor de les relacions amb el marit. Jacob l'aconsella posar en pau la seva consciència, interrompent la relació amb Tomas, clarificant la situació amb el marit contant-li la veritat. En segueix una dramàtica conversa de la parella

## Repartiment
- Pernilla August – Anna
- Max von Sydow – Jacob
- Samuel Fröler – Henrik
- Anita Björk – Karin Åkerblom
- Vibeke Falk – Ms. Nylander,
- Thomas Hanzon – Tomas Egerman
- Kristina Adolphson – Maria
- Gunnel Fred – Märta Gärdsjö
- Hans Alfredson – Bishop Agrell
- Bengt Schött – Stille, verger